# Chalais (Indre)
Chalais is een gemeente in het Franse departement Indre (regio Centre-Val de Loire) en telt 161 inwoners (2005). De plaats maakt deel uit van het arrondissement Le Blanc.

## Geografie
De oppervlakte van Chalais bedraagt 37,2 km², de bevolkingsdichtheid is 4,3 inwoners per km².
De onderstaande kaart toont de ligging van Chalais (Indre) met de belangrijkste infrastructuur en aangrenzende gemeenten.

## Demografie
Onderstaande figuur toont het verloop van het inwonertal (bron: INSEE-tellingen).